# Battus crassus
Battus crassus är en fjärilsart som först beskrevs av Pieter Cramer 1777.  Battus crassus ingår i släktet Battus och familjen riddarfjärilar. Inga underarter finns listade i Catalogue of Life.

## Bildgalleri

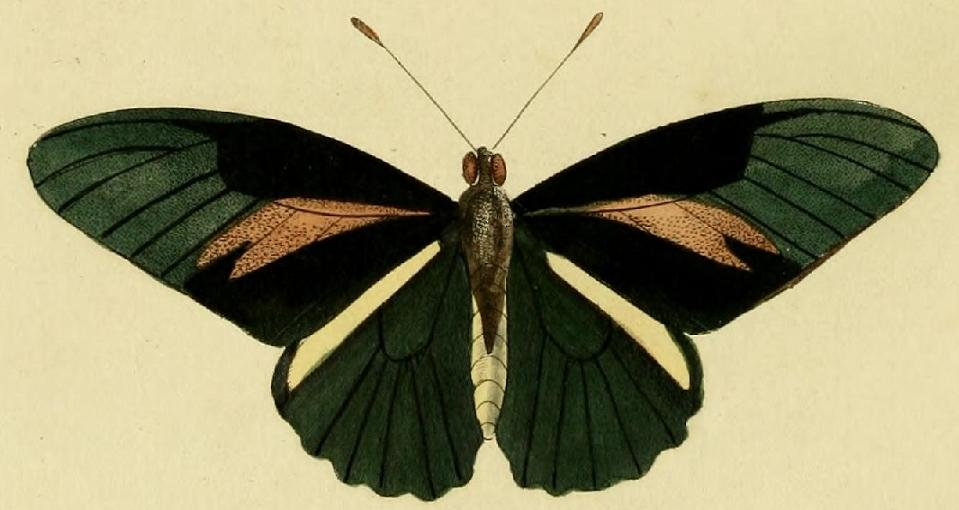
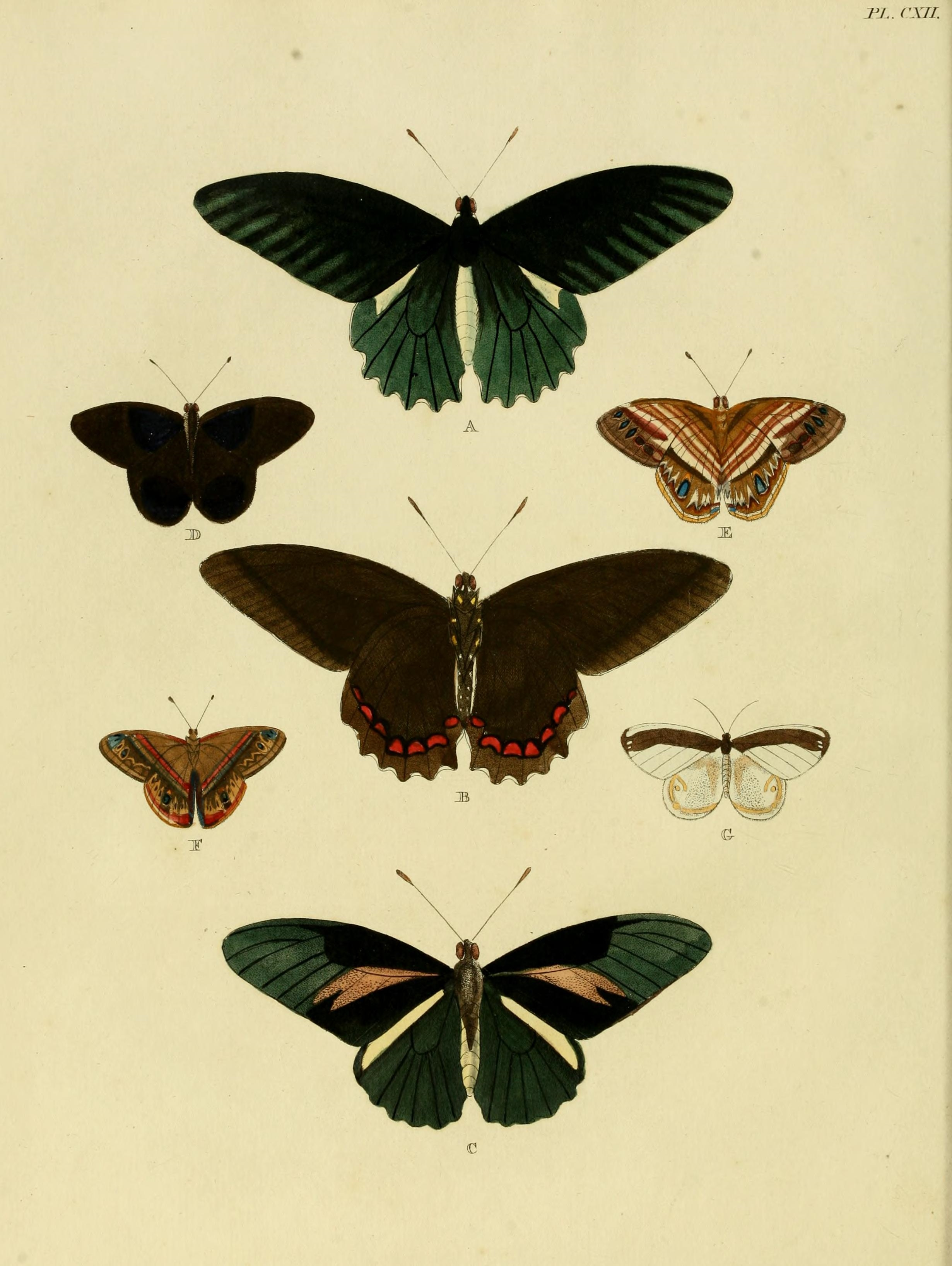
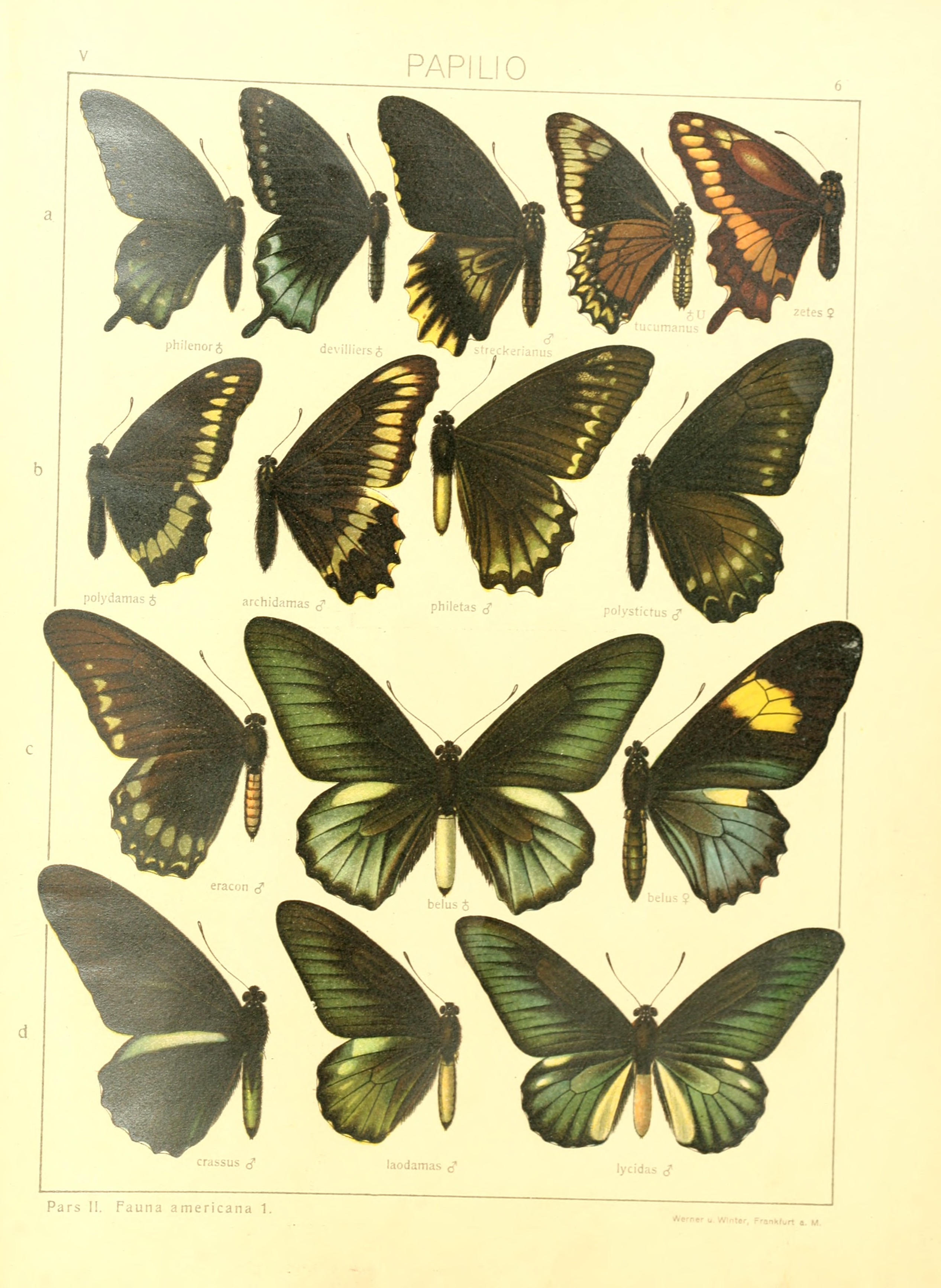